# Иоанн (Илич)
Епи́скоп Иоа́нн (серб. Епископ Јован, в миру Йордан Илич, серб. Јордан А. Илић; 27 декабря 1883 (8 января 1884), Дойкинци — 5 февраля 1975, Ниш) — епископ Сербской православной церкви, епископ Нишский. Доктор богословия.

## Биография
Родился 27 декабря 1883 года (по старому календарю) в Дойкинцах (ныне община Пирот) на Старой планине в старом дойкиначском роду «Лилчини» на день святого Стефана в семье Апостола и Марии Илич. Из-за слабого здоровья крещен уже 31 декабря с именем Йордан, как и его двоюродный брат, родившийся на полгода раньше (впоследствии профессор Богословского факультета в Белграде).
В 1894 году окончил начальную школу в родном селе, а в 1898 году — четыре класса гимназии в Пироту. В 1902 году окончил Духовную семинарию в Белграде. Так как в это время одним из условий для рукоположение было достижение 25-летнего возраста, Йорадан поступил работать учителем службы в отдалённых деревнях Пиротского округа: Завой, Дојкинци (1904—1905), Каменица и Рсовци.
Как учитель, 1 (14) августа 1905 года вписан штат в звании сержанта (3-я рота 3-го батальона 3-го полка в Пироте). 17 (30) октября 1906 года по окончании срока службы получил звание резервного пехотного поручика.
После ухода на покой епископа Нишского Никанора (Ружичича) в 1911 году выполнил последнее условие для получения пресвитерского сана — женился, вступив в брак с Лубицей, дочерью Симеона Николића, купца из Белой Паланки.
25 апреля/8 мая того же года в Белграде на Марковдан хиротонисан епископом Доменитианом (Поповичем) в сан диакона, а 27 апреля/10 мая, в день сожжения мощей святого Саввы — сан пресвитера и назначен священником на приход в Рсовци, где ранее был учителем.
Осенью 1913 года получает благословение нового епископа Нишского Досифея (Васича) заочно поступить как приходской рсовачский священник на старокатолический богословский факультет Бернского университета, куда был зачислен 14 ноября того же года.
Первая мировая война застала его в Швейцарии. В том же году прерывает учёбу и через Бриндизи прибывает в Салоники, откуда вернулся в Сербию, но по приказу сербского правительства уезжает в Невшатель, где Йован Цвиич поручает ему как священнику сербской колонии беженцев заботу над детьми сербских беженцев.
Вместе с тем, собирает добровольные пожертвования для Сербской армии, устной и письменной словом публикует страдания мирных жителей в Сербии, объясняет обоснованность сербской борьбы и роль Сербской православной церкви в ней. Одновременно продолжает обучение.
В то же время его младший брат, Георгий, жил в Видо, а болгарские войска в Белой Паланце до крови избили Любицу перед матерью и трёлетнем сыном. Прекратились мучения когда через Швейцарский Красный крест в Паланку пришла одна из его депеш, где сообщал, что с ним всё хорошо. По окончании войны он узнал о тяжком остоянии состояние жены после пыток и сразу возвратился в свой приход. Любица так и не оправилась после пыток и умерла в 1920 году в 30-летнем возрасте.
Как государственный стипендиат, иерей Иордан должен был завершить учёбу. Он уезжает в Берн и 21 мая 1921 года защищает диссертацию «Богомили в своем историческом развитии» на соискание учёной степени доктора богословия под руководством старокатоличкого епископа профессора доктора Эдуарда Херцога.
Продолжает служить на приходе в Рсовци. Подает подряд два заявления для переводе его сначала на Крупац, затем на один из нишских приходов. Епископ Досифей оба раза отказывал, но в конце 1921 года даёт ему канонический отпуст.
После этого Йордан был назначен на должность референта Священного Архиерейского Синода Сербской Православной Церкви в Белграде, где включился в работу по разработке нового Устава Сербской православной церкви.
14 январь 1922 года назначен секретарём Архиерейского Синода, 9 сентябре того же года возведён в сан протоиерея.
Оставался в этой должности до 5 декабря 1925 года, когда был избран епископом Захумско-Герцеговачским. Следующие 3 месяца протоиерей Йордан провёл в качестве послушника в Монастыре Раковица, где его в Фёдорову субботу 1926 год епископом Шабачцким и Валевскии Михаилом (Урошевичем) был пострижен в монашество с наречением имени Иоанн и возведением в сан архимандрита.
На следующий день 8/21 марта в Соборной церкви в Белграде Патриарх Сербский Димитрий в сослужении епископа Бачского Иринея (Чирича) и епископа Рашко-Призренского Михаила (Шиляка) хиротонисал архимандрита Иоанна во епископа Захумско-Герцеговинского. Епископ Иоанн стал первым епископ на этой кафедре после объединения Сербской церкви в 1920 году. Его кафедра расположилась в Мостаре. В тот же день указом царя Александра I этот выбор утверждён.
12/25 апреля 1926 года епископ Бачский Ириней (Чирич) в Соборной церкви в Мостаре возглавие его настолование.
23 декабря 1927 года назначен администратором (временным управляющим) Зворничско-Тузланской епархии до поставления епископа Нектария в 1929 году.
13 февраля 1930 года назначен администратором Браничевской епархии.
2 октября 1931 года избран епископом Браничевским. Его настолование состоялось в Пожареваце 23 января 1932 года.
13 июня 1933 года избран епископом Нишским, при этом сохранил за собой временное управления Браничевской епархией до интронизации епископа Злетовско-Струмичского Вениамина, которая состоялась 7 октября 1934 года.
24 сентября 1933 году года в Нише митрополит Скопски Иосиф (Цвийович) в сослужении епископа Тимочкского Емилиана (Пиперковича) совершил его настолование.
Во время Второй мировой войны был членом так называемого «Военного Синода» в котором в отсутствие Патриарха Гавриила председательствовал митрополит Скопский Иосиф.
Когда после войны новые власти изгнали митрополита Иосифа, сначала из Скопья, а затем и из Вранья, то есть из враньской части Скопской митрополии, епископ Иоанн берёт на себя неофициальную управление над этой частью Скопской митрополии. В ноябре новембра 1958 года Архиерейский Синода принял решение назначить епископа Нишского Иоанна администратором части Скопской митрополии, которая располагалась на территории Сербии; вверенная епископу Иоанну территория включала следующие архиерейские наместничества: Пчиньское к центром во Вранье, Масуричско-Поляничское с центром в Владичином Хане, Прешевское с центром у Буяноваце и Босильградское с центром в Босильграде).
В конце 1971 года из-за физической немощи и преклонного возраста епископ Иоанн попросил епископа Жичского Василия о помощи в осуществлении епархиальных обязанностей. Епископ Василий согласился, и по благословению Архиерейского Синода, начиная с 1972 года был заместителем епископа Иоанна.
Епископ Иоанн умер во сне 5 февраля 1975 года в 2.15 утра в доме семьи своего сына. Тело владыки Иоанна в тот же день было перенесено в Соборный храм города Ниш.
На следующий день, 6 февраля, епископ Жичский Василий (Костич) отслужил заупокойную литургию. На отпевании в два часа дня служил Патриарх Герман с сослужения митрополита Черногорско-Приморского Даниила и епископа Славонского Емилиана и в присутствии епископов Жичского Василия, Браничевского Хризостома и Шабацко-Валевског Иоанна.
Владыка Иоанн был погребён в епископской гробнице в Соборной церкви в Нише рядом с епископом Нестором, Иеронимом и Доментианом, который 64 года назад рукоположил его во диакона и пресвитера.

## Публикации
- Jеванђелске вести: Речи и посланице. Ниш, 1928—1931. Књ. 1-2;
- Говор разним jезицима. Ниш, 1936;
- Српска правосл. црква: Њена улога и њени задаци // «Гласник». 1947. С. 258—260;
- О васпитању: Родитељи, школа, црква и друштво // «Гласник». 1948. С. 6-7;
- Спаситељ у бури // «Гласник». 1958. С. 31-34;
- Беседа на гори: Стара истина у новом времену. Ниш, 1959.